# Église Notre-Dame-de-l'Assomption de Blassac
Pour les articles homonymes, voir Église Notre-Dame-de-l'Assomption.
L'église Notre-Dame-de-l'Assomption est une église catholique située sur la commune de Blassac, dans le département français de la Haute-Loire en région Auvergne-Rhône-Alpes.

## Localisation
L'église est située dans le département français de la Haute-Loire, sur la commune de Blassac, dans l'ancienne région historique et culturelle d'Auvergne.

## Historique
Initialement de style roman, l'église a connu des rénovations majeures aux XIIIe siècle et XIVe siècle, concernant notamment ses voûtes, le chœur, et les chapelles latérales, ainsi que la construction du clocher.
En 2014, une opération a été menée dans le but de détecter d'éventuels niveaux de sols anciens. L'analyse a révélé la présence de diverses couches archéologiques, notamment celles associées à la construction initiale du chevet, ainsi que différentes étapes de travaux, dont la plus récente a été caractérisée par l'élévation du niveau de circulation du chœur d'environ cinquante centimètres.

## Description
Le chœur est doté de voûtes d'ogives soutenues par des colonnes romanes ornées de motifs végétaux plutôt simples. Le chevet est de forme rectiligne. L'intérieur du chœur, les faces intérieures et extérieures des arcs jusqu'au parement extérieur de l'arc triomphal, la seconde chapelle latérale nord, et la partie extérieure du mur de l'église sous l'auvent sont décorés de fresques. La silhouette extérieure du clocher présente de grandes ouvertures sur les quatre faces au sommet, qui rappellent le style d'un campanile italien.

## Protection
L'ensemble de l'église, y compris les peintures murales du XVIe siècle, est classée au titre des monuments historiques par arrêté du 6 mai 1960.